# Lutherkirche (Hanau)

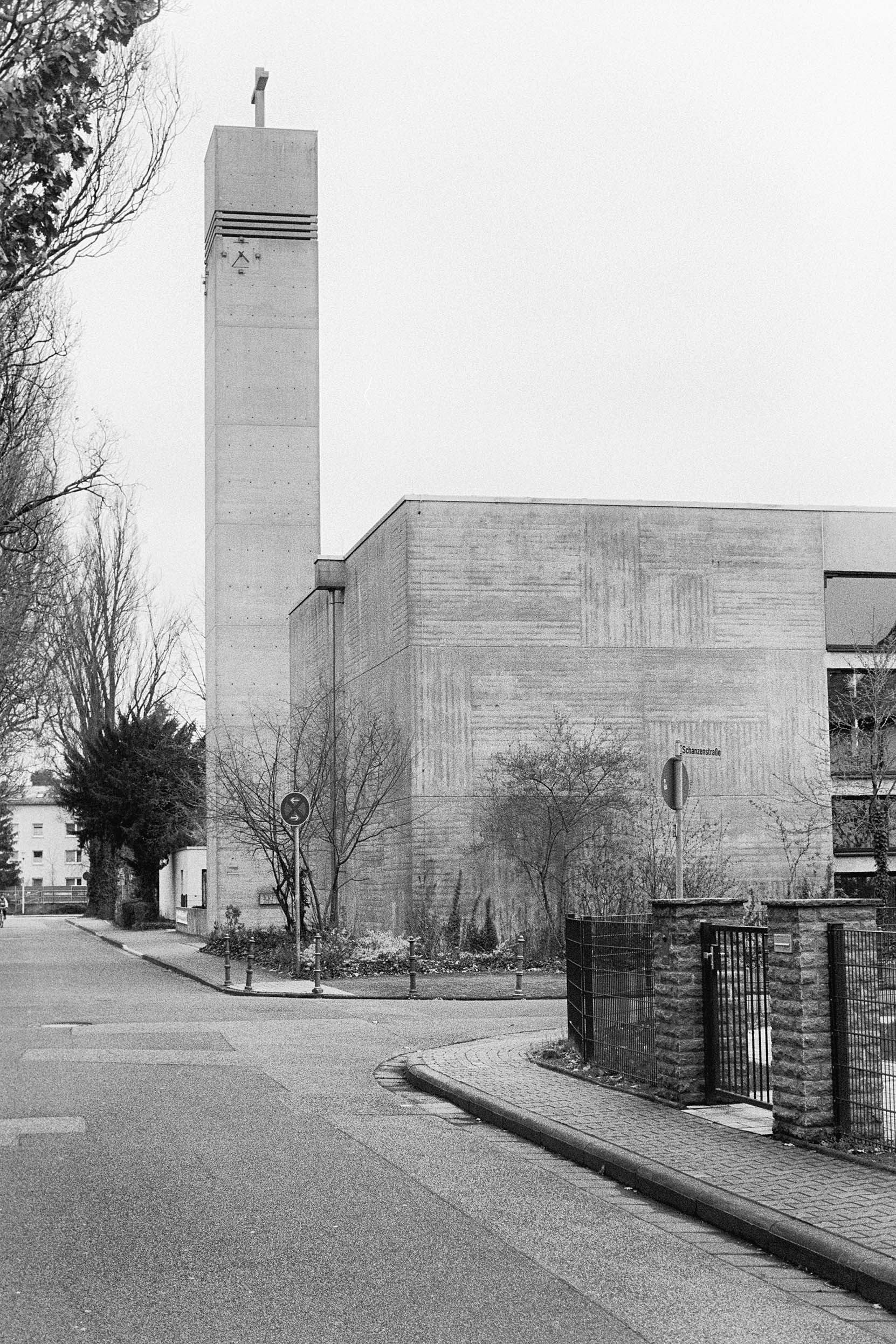
Die Lutherkirche in Hanau-Wolfgang

Die Lutherkirche im Hanauer Stadtteil Wolfgang ist die Kirche der evangelischen Kirchengemeinde Wolfgang, die zum Kirchenkreis Hanau der Evangelischen Kirche von Kurhessen-Waldeck
gehört. Sie ist nach dem Reformator Martin Luther benannt.

## Baugeschichte
Die Kirchengemeinde entstand aus Mitarbeitern der Pulverfabrik Wolfgang und ihren Familien am Ende des 19. Jahrhunderts. 1897 wurde ein Pferdestall zu einer Kapelle umgebaut und zunächst als Simultankirche mit der römisch-katholischen Kirchengemeinde genutzt. 1937 erwarb die evangelische Kirche das Gebäude.
1966 wurde die Kapelle abgerissen und ein neues Gemeindezentrum errichtet. Dessen Kirche, die heutige Lutherkirche, wurde 1967 eingeweiht. Sie ist ein Werk des Frankfurter Architekten Werner W. Neumann (1916–2003). In kubischen Formen in Beton, Glas und Stahl gestaltet, ist sie stilistisch dem Brutalismus zuzuordnen.
Die Ecken des Gebäudes sind nach den vier Himmelsrichtungen ausgerichtet. Der Kirchensaal ist acht Meter hoch.
50 Jahre nach der Grundsteinlegung wurde die Lutherkirche in den Jahren 2016 und 2017 modernisiert und umgebaut. Das Gemeindehaus wurde abgerissen; als Ersatz wurde ein Gemeinderaum unter der Orgelempore eingerichtet, der durch mobile Wände vom Kirchensaal abgeteilt ist.
Der Umbau nach Plänen von Mareike Noll-Patzel veränderte auch die Ästhetik des Bauwerks. Die großen Flächen sollten freundlicher wirken. Diesem Ziel dienen unter anderem zusätzliche Fenster. Die Fensterfront bildet eine optische Brücke zur Freifläche, die mit einem Segel überdacht werden kann.

## Ausstattung

### Kunstwerke
Der Hanauer Bildhauer Albrecht Glenz gestaltete den Altarraum 1967 mit einem Ensemble aus Kreuz, Kanzel, Leuchtern und Taufbecken aus Aluminiumguss. Nach der Sanierung 2016 wurden weitere Werke des Künstlers in der Kirche platziert, unter anderem die Skulpturen Lebensbaum und Richterstuhl.
Im Foyer der Kirche hängt ein Gemälde von Anita Jäger, das zum Reformationsjubiläum 2017 entstand. Es zitiert ein Luther-Porträt von Lucas Cranach dem Älteren (um 1529).

### Orgel
Seit 1969 verfügt die Lutherkirche über eine Orgel aus der Orgelbauwerkstatt Werner Bosch. Sie wurde als Opus 531 des Unternehmens gebaut. Das Instrument verfügt über zwei Manuale, Pedalwerk und 15 Register. Die Disposition der Orgel:
| I Hauptwerk   |         |
| Rohrpommer    | 08′     |
| Principal     | 04′     |
| Nachthorn     | 04′     |
| Nasat         | 02 ⁄3′  |
| Feldflöte     | 02′     |
| Terz          | 01 3⁄5′ |
| Mixtur 4-fach | 02′     |

| II Brustwerk    |        |
| Musiziergedeckt | 08′    |
| Rohrflöte       | 04′    |
| Principal       | 02′    |
| Gemsquinte      | 01 ⁄3′ |
| Zimbel 3-fach   | 01′    |

| Pedalwerk  |     |
| Subbass    | 16′ |
| Gemshorn   | 08′ |
| Spitzflöte | 04′ |

- Koppeln: II/I, I/P, II/P
- Spielhilfe: Tremulant im Brustwerk

### Glocken
Auf dem Glockenturm hängen seit 1969 vier Glocken aus der Glocken- und Kunstgießerei Rincker. Sie sind auf den Akkord ais – cis – dis – fis gestimmt. Ihre Inschriften erinnern an Kirchenlieder Martin Luthers:
- ais‘ (380 kg), Inschrift Ein feste Burg ist unser Gott
- cis‘‘ (290 kg), Inschrift Erhalt uns, Herr, bei deinem Wort
- dis‘‘ (180 kg), Inschrift Verleih uns Frieden gnädiglich
- fis‘‘ (120 kg), Inschrift Nun freut euch, liebe Christen g‘mein

Die evangelische Kirchengemeinde praktiziert in der Lutherkirche das Mittagsläuten täglich um 12 Uhr.

## Kirchengemeinde
Die evangelische Kirchengemeinde Wolfgang wurde seit ihrer Gründung 1897 von den Pfarrern der Marienkirche in der Hanauer Altstadt mit betreut. 1953 wurde die Gemeinde selbstständig, aber erst 1964 erhielt sie eine eigene Pfarrstelle. Die Luthergemeinde Wolfgang kooperiert heute mit zwei Nachbargemeinden unter der Bezeichnung „Kirche am Limes“, der Gustav-Adolf-Gemeinde in Hanau-Großauheim und der evangelischen Kirchengemeinde von Großkrotzenburg.